# Proteste in Kuba 2021

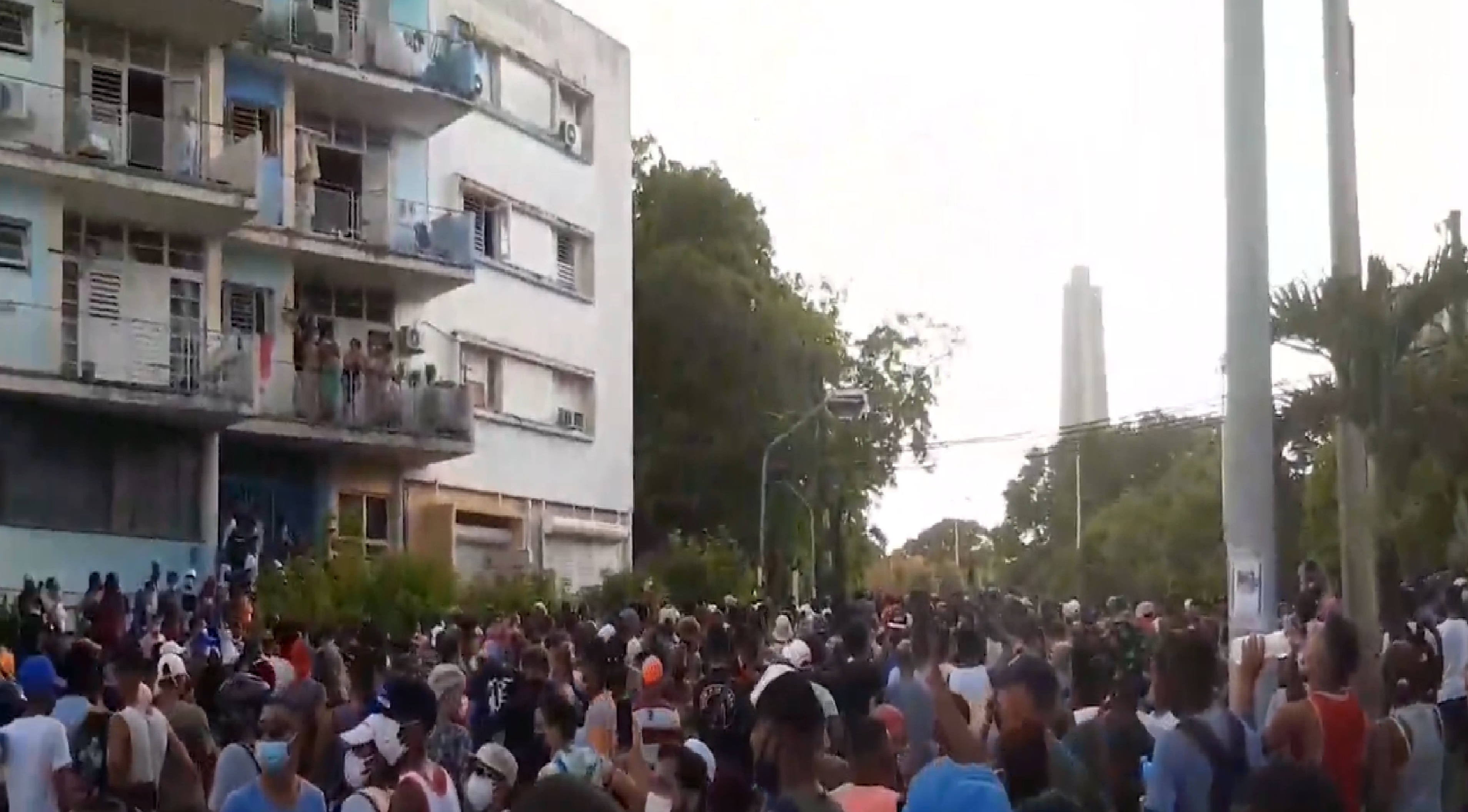
Anti-Regierungsproteste in Havanna am 11. Juli 2021

Am 11. Juli begannen die Proteste in Kuba 2021 gegen die Regierung und die Kommunistische Partei Kubas. Aufgrund des Datums werden sie auch als 11 J bezeichnet. Auslöser war ein Mangel an Nahrungsmitteln und medizinischen Produkten sowie die Reaktion der Regierung auf die COVID-19-Pandemie in Kuba. Es handelte sich um die größten Proteste seit den Unruhen in Havanna 1994. Bis zum 14. Juli 2021 ist mindestens eine Person gestorben, viele wurden verhaftet, teilweise mit brutalem Vorgehen der Sicherheitskräfte. Sie bildeten den Auftakt für weitere, kleinere, Antiregierungsproteste in den folgenden Jahren.

## Hintergrund
Der weltweite Ausbruch der COVID-19-Pandemie Anfang 2020 verschärfte in Kuba die schon seit langem schwelende Wirtschaftskrise gravierend. Der Tourismus, eine der größten Quellen für Deviseneinnahmen des Staates, brach fast komplett zusammen. Von April bis Oktober 2020 schottete sich das Land komplett ab, danach ließ man wieder kleine Mengen Touristen ins Land. Die Folge war eine sich dramatisch verschlechternde Versorgungslage. Lebensmittel und andere Waren des täglichen Bedarfs waren kaum noch zu kaufen, und wenn, dann nur nach stundenlangem Anstehen und häufig nur in den sogenannten Devisenläden, wo man nicht mit einheimischer Währung bezahlen kann. Das Bruttoinlandsprodukt fiel 2020 um elf Prozent. Zum Jahreswechsel 2020/2021 gab es zudem eine Währungsreform, bei der Kubas Doppelwährungssystem abgeschafft wurde. Dies war mit inflationären Preissteigerungen verbunden. Schon seit längerem gab es in Havanna Proteste unabhängiger Künstler gegen die staatliche Zensur und Einschränkung der Meinungsfreiheit, international bekannt als San-Isidro-Bewegung (Movimiento San Isidro), benannt nach dem gleichnamigen Stadtviertel der Hauptstadt.
Ende Juni 2021 begannen in Kuba die täglichen Neuinfektionen an Covid drastisch zu steigen. Die Regierung schränkte die Bewegungsfreiheit weiter drastisch ein. Zugleich wurden für selbst kleinste Verstöße beispielsweise gegen die Maskenpflicht oder Abstandsregeln verhältnismäßig hohe Geldstrafen verhängt. Die Situation in den Krankenhäusern, insbesondere in der Provinz Matanzas, zu der auch die beliebte Touristenhochburg Varadero gehört, spitzte sich nach Angaben der unabhängigen Presse dramatisch zu. Seitens der Exilkubaner wurde deshalb eine Social-Media-Kampagne mit dem Hashtag „#SOSCuba“ gestartet, mit der Forderung an die kubanische Regierung, einen Korridor für humanitäre Hilfe einzurichten.

## Verlauf
Die Proteste starteten am Sonntag, den 11. Juli, gegen Mittag Ortszeit in San Antonio de los Baños, einem Vorort von Havanna. Es wurden Forderungen nach Freiheit, besserer Versorgung und Impfungen skandiert. Der Slogan der sozialistischen Regierung Patria o muerte („Vaterland oder Tod“) wurde in Patria y vida („Vaterland und Leben“) umgewandelt. Patria y Vida ist ein Lied der kubanischen Musiker Yotuel, Descemer Bueno, Gente de Zona und anderen, welches im Februar des Jahres erschien und in Kuba sofort hohe Popularität erreichte.
Über Livestreams in den großen sozialen Medien gelangte die Kunde dieser Proteste schnell in alle Teile Kubas. Spontan bildeten sich in zahlreichen weiteren Städten ähnliche Kundgebungen. Größere Aufmerksamkeit erregten vor allem jene in Havanna am Malecón, in Erinnerung an die dortigen Unruhen im Jahr 1994, in Palma Soriano bei Santiago de Cuba und in Santiago selbst.
Der Staat schien zunächst überrascht ob der Massivität der Proteste. Präsident Miguel Díaz-Canel besuchte ihren Ausgangsort, um sich ein Bild der Lage zu machen – 1994 konnte Fidel Castro die Leute noch mit seinem Charisma beruhigen. Díaz-Canel forderte in einer Pressekonferenz die pro-sozialistischen Kräfte auf, die Straßen zurückzuerobern. „Die Straße in Kuba gehört den Revolutionären.“ („La calle en Cuba es de los revolucionarios.“) Die Opposition sprach von einer Bürgerkriegserklärung. Später wurden jedoch Spezialeinheiten der Polizei und sogenannte Brigadas de Respuesta Rápida (Brigaden der schnellen Reaktion), dem Innenministerium unterstellte paramilitärische Einheiten, zusammengezogen, um die Protestbewegungen niederzuschlagen. Das Internet wurde weitgehend abgeschaltet, bzw. der Zugang zu den sozialen Medien blockiert. Unabhängigen Berichten zufolge gab es rund 5000 Verhaftungen, die Youtuberin Dina Stars befand sich dabei gerade in einem Live-Interview mit einem spanischen Fernsehsender. Zugang zu Anwälten wird den Verhafteten laut Menschenrechtsorganisationen verwehrt. Ein Toter wurde offiziell bestätigt. Außerdem kam es zu Plünderungen in sogenannten MLC-Läden, wo man nur mit Devisen einkaufen kann.
In den folgenden Tagen kam es noch zu kleineren Protestumzügen, die schnell wieder erstickt werden konnten.
Die Menschenrechtsorganisation Amnesty International kritisierte die kubanische Regierung für das Verhaften der Demonstranten.

## Nachwirkungen
Die kubanische Regierung warf den USA vor, zu den Protesten angestachelt zu haben.
Die sozialen Medien waren auch in den Folgetagen gar nicht oder nur schwer zu erreichen. Viele Kubaner behalfen sich mit VPN-Apps auf ihren Smartphones, um die staatliche Blockade zu umgehen. US-Präsident Joe Biden wollte prüfen lassen, wie man den Kubanern alternative Zugänge zum Internet bieten könne. Außerdem stellte er Kuba Lieferungen von größeren Mengen an Impfstoff in Aussicht. Die kubanische Regierung kündigte Erleichterungen bei der Einfuhr von Lebensmitteln, Waren des persönlichen Bedarfs und Medikamenten an. Reisende sollen diese zeitlich befristet in unbegrenzter Menge mit ihrem regulären Reisegepäck einführen dürfen, ohne dass die üblichen Zollgebühren fällig werden. Auch Mexikos Präsident Andrés Manuel López Obrador bot die Lieferung von Lebensmitteln, Medikamenten und Impfstoffen an.

## Verurteilungen
Fast 1400 Menschen wurden bei den Protesten festgenommen. Zahlreiche Demonstranten wurden zu Haftstrafen von acht Monaten bis zu einem Jahr oder Hausarrest in gleicher Länge verurteilt, darunter auch Minderjährige. Bekannte Oppositionelle, wie Luis Manuel Otero Alcántara oder José Daniel Ferrer, Sprecher der oppositionellen Bewegung Unión Patriótica de Cuba (UNPACU), wurden am 11. Juli 2021 vorsorglich festgenommen und saßen noch im Oktober 2021 ohne formelle Anklage in Haft. Ein Demonstrant, der ein Fidel-Plakat zerrissen hatte, wurde zu 10 Jahren Gefängnisstrafe verurteilt.
Der Deutsch-Kubaner Luis Frómeta Compte, der zur fraglichen Zeit zufällig in Kuba weilte, die Demonstrationen filmte und die Videos in den Sozialen Medien teilte, wurde am 11. Juli festgenommen und Ende 2021 zu 25 Jahren Gefängnis verurteilt. Luis Otero wurde im Juni 2022 zu fünf Jahren Haft verurteilt. Er habe „das Nationalgefühl des kubanischen Volkes und dessen Stolz auf die Flagge herabgewürdigt“. Der Rapper El Osorbo wurde gar zu neun Jahren Haft verurteilt. Grund war seine Mitwirkung am Lied Patria y Vida, dessen Titel zum neuen Motto der Regimekritiker wurde.
Insgesamt wurden nach Angaben des kubanischen Obersten Gerichts, Stand März 2022, 128 lange Haftstrafen zwischen 6 und 30 Jahren verhängt. Den Verurteilten wurden das Herbeiführen schwerer Unruhen und Vandalismus zur Last gelegt. Im Juni 2022 ergingen, nachdem 790 Anklagen erhoben worden waren, 381 Urteile in Sachen „Aufruhr, Sabotage, gewaltsamer Diebstahl, Körperverletzung, Missachtung (der Autorität) und öffentlicher Unruhe“. 297 erhielten Haftstrafen, 36 Demonstranten müssen bis zu 25 Jahre verbüßen. Unter den Verurteilten sind auch Minderjährige. Die Europäische Union forderte, „alle politischen Gefangenen und diejenigen, die allein aufgrund der Ausübung ihres Rechts auf friedliche Versammlung und freie Meinungsäußerung inhaftiert wurden, freizulassen“. Der Großteil der Inhaftierten war schwarzer Hautfarbe.
Zu den prominentesten Gefängnisinsassen nach den Protesten zählte Manuel de Jesús Guillén Esplugas, Urenkel des Poeten Nicolás Guillén. Er starb Ende November 2024, 29-jährig, im Gefängnis. Als Todesursache nannten die Behörden Selbstmord. Familienangehörige berichteten jedoch von regelmäßigen, brutalen Schlägen seitens der Gefängniswärter, die zum Tode geführt haben dürften. Laut der in Mexiko ansässigen NGO Justicia 11J (Gerechtigkeit 11. Juli), die im Besitz von entsprechenden Fotos ist, gebe es „Zeichen von Folter“.

## Ausgerufene Proteste für den 15./20. November 2021
Für den 20. November 2021 wurde unter Berufung auf Artikel 56 der aktuellen kubanischen Verfassung aus dem Jahr 2019, der friedliche Demonstrationen erlaubt, zu Protestmärschen aufgerufen. Die kubanischen Behörden reagierten zunächst irritiert, riefen dann aber rund um die geplanten Protesttage einen „nationalen Verteidigungstag“ aus. Die Organisatoren verlegten daraufhin das Datum für die geplante Demonstration auf den 15. November vor. Diese wurde danach von den Behörden offiziell abgelehnt. Begründung war, dass die Demonstrationen die Abschaffung des sozialistischen Systems zum Ziel hätten, was gegen Artikel 4 der Verfassung verstoßen würde, der besagt, dass das sozialistische System unumstößlich sei.
Im Vorfeld der geplanten Proteste wurden zahlreiche Aktivisten verhaftet oder unter Hausarrest gestellt. In den Straßen der Städte patrouillierten Polizei und Militär, um eventuelle Proteste im Keim zu ersticken. Der spanischen Nachrichtenagentur EFE wurde von heute auf morgen die Akkreditierung entzogen. Der Hauptorganisator der Proteste, der Dramaturg Yunior García, dessen Wohngebäude im Vorfeld der Proteste von Sicherheitskräften hermetisch abgeriegelt worden war, galt nach dem 15. November kurzzeitig als vermisst. Am 17. November landete er mit seiner Frau in Madrid. Zwar erfolgte seine Ausreise freiwillig, jedoch unter dem Druck der Situation, wie er betonte. Seiner Meinung nach könne er sich nur noch vom Ausland aus artikulieren. In Cárdenas wurde ein 15-jähriger Junge aus dem Schulunterricht heraus verhaftet, weil er am 15. November auf die Straße ging, komplett in Weiß – das Symbol des friedlichen Widerstandes – gekleidet. Der kubanische Außenminister Bruno Rodríguez äußerte zu den Vorgängen in einem AP-Interview, dass García so wie jeder Kubaner das Recht habe, frei zu reisen, und dass Kuba das einzige Land in der Welt sei, in dem Proteste, die gar nicht stattgefunden hätten, für internationale Schlagzeilen sorgen.

## Reaktionen aus dem Ausland

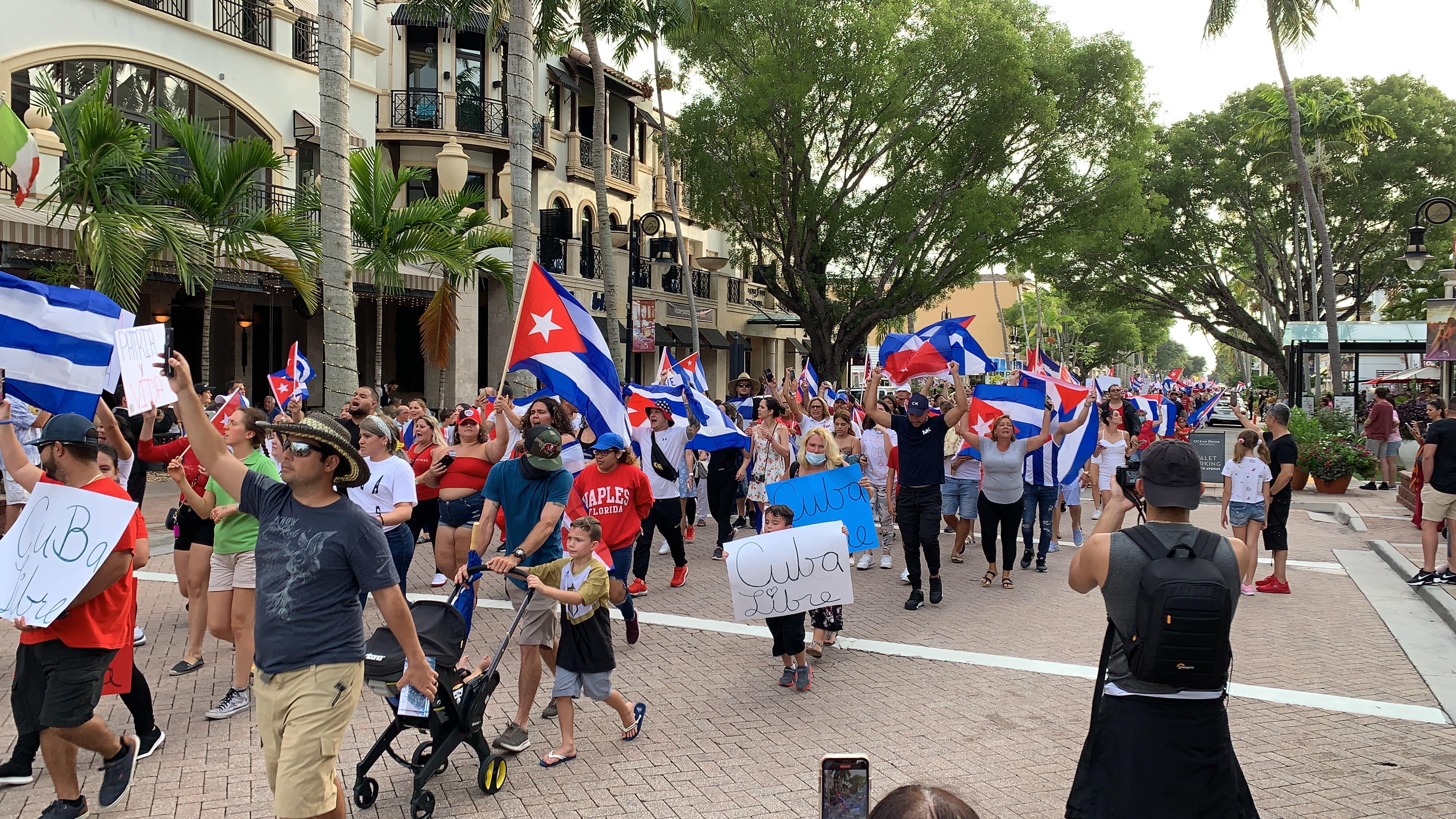
Protest gegen die kubanische Regierung in Naples im US-Bundesstaat Florida

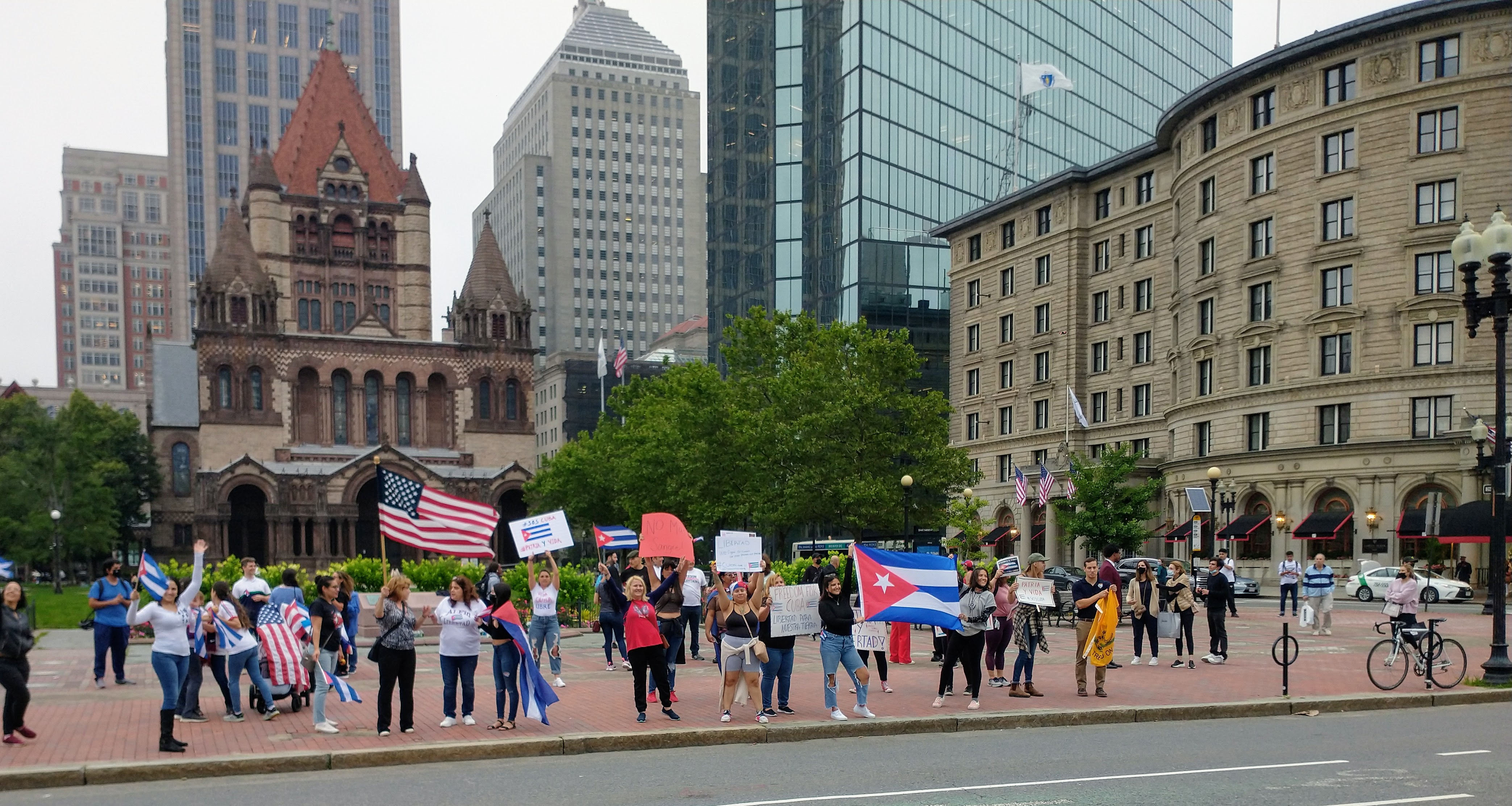
Protest am Copley Square in Boston

- Argentiniens Präsident Alberto Fernández sagte, er wüsste nicht, was in Kuba geschehe, und gab der US-Regierung die Schuld an der humanitären Krise.[36]
- Boliviens Präsident Luis Arce drückte seine Unterstützung für das kubanische Volk aus, das „für Freiheit kämpft gegen destabilisierende Aktionen“.[37] Der frühere Präsident Evo Morales beschuldigte die USA, eine erneute Operation Condor zu versuchen.[38]
- Kanadas Regierung sagte, sie „unterstütze das Recht, die eigene Meinung auszudrücken, und die Versammlungsfreiheit und sie ruft alle Parteien dazu auf, diese Rechte zu achten“.[39]
- Chiles Außenministerium veröffentlichte eine Stellungnahme, in der es die Unterdrückung verurteilte, die dazu diene, die Protestierenden ruhig zu stellen, die friedlich für ihre Rechte, besseres Gesundheitssystem und bessere Lebensqualität protestierten.[40]
- Der Sprecher des chinesischen Außenministeriums Zhao Lijian rief dazu auf, das US-Handelsembargo gegenüber Kuba aufzuheben, welches laut Zhao verantwortlich sei für die Knappheit an Medikamenten und Energie in Kuba.[41]
- Der venezolanische Vizepräsident Diosdado Cabello behauptete in einer Fernsehansprache in seinem Land, in Kuba habe es gar keine Unruhen gegeben. Die Leute hätten lediglich die Fußball-Europameisterschaft gefeiert.[42]
- Das Europäische Parlament nahm am 16. September eine Entschließung an, in der „die extreme Gewalt und Unterdrückung von Demonstranten, Menschenrechtsverteidigern, unabhängigen Journalisten, Künstlern, Dissidenten und führenden Mitgliedern der politischen Opposition durch die kubanische Regierung nach den Demonstrationen vom 11. Juli 2021 (...) aufs Schärfste verurteilt“ und eine Reihe von Forderungen zur Durchsetzung von Menschenrechten erhoben wird.[43]